# Hobsons Bay City
Hobsons Bay City is een Local Government Area (LGA) in Australië in de staat Victoria. Hobsons Bay City telt 83.502 inwoners. De hoofdplaats is Altona.

## Steden
- Altona
- Altona Meadows
- Altona North
- Brooklyn (samen met Brimbank City)
- Laverton (samen met Wyndham City)
- Newport
- Seabrook
- Seaholme
- South Kingsville
- Spotswoods
- Williamstown
- Williamstown North